# Horstmar
Horstmar (plattdeutsch Huorsmer) ist eine Kleinstadt im Kreis Steinfurt im Nordwesten von Nordrhein-Westfalen bei Münster im Münsterland. Seit dem 24. Juli 2012 trägt Horstmar offiziell den Titel „Stadt der Burgmannshöfe“.

## Geografie

### Lage
Horstmar liegt im Burgsteinfurter Land, das Teil des Münsterlandes ist. Die Entfernung zur nördlich gelegenen Kreisstadt Steinfurt beträgt knapp zehn Kilometer, Münster im Südosten ist etwa 30 km entfernt, die holländische Grenze bei Gronau im Nordwesten ebenfalls etwa 30 km.

### Nachbargemeinden
Das Gebiet der Stadt Horstmar grenzt an die Gemeinden Schöppingen (Kreis Borken), Metelen, Laer (beide Kreis Steinfurt), Rosendahl (Kreis Coesfeld) und die Kreisstadt Steinfurt.

### Stadtgliederung

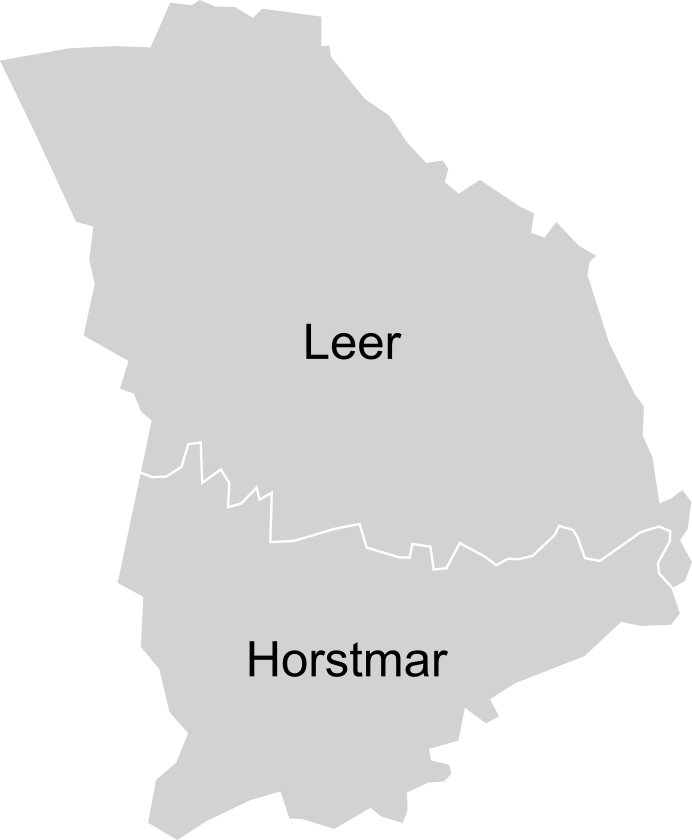
Ortsteile von Horstmar

Zu Horstmar gehört auch die bis 1969 selbstständige Ortschaft Leer. So gehören heute zur Stadt Horstmar die Bauerschaften Alst, Haltern, Niedern, Ostendorf und Schagern.

## Geschichte

### Mittelalter
Die Burg Horstmar wurde im frühen 11. Jahrhundert in einem Hebebuch der Abtei Werden erstmals erwähnt. Die Stadt Horstmar wurde südlich dieser Burg errichtet. Die Edelherren von Horstmar, die wahrscheinlich ein Zweig des Adelsgeschlechts von Holte waren, sind urkundlich erstmals 1092 als Lehnsleute der Grafen von Cappenberg bezeugt. Unter den Herren von Horstmar ragt der Kreuzritter Bernhard der Gute heraus. Sein Neffe und Nachfolger Otto von Horstmar (1227–1246) erwarb durch Heirat mit Adelheid von Ahaus die Herrschaft Ahaus, die nach seinem Tod jedoch durch Erbteilung wieder von Horstmar getrennt wurde und an den Sohn Bernhard fiel, während die Tochter Beatrix 1251 Horstmar erhielt. Sie vermählte sich mit dem Grafen Friedrich von Rietberg, der nach Auseinandersetzungen die Lehnshoheit des Bischofs von Münster anerkennen musste und 1269 die Herrschaft Horstmar und die Burg an das Stift Münster verkaufte. Damit war die Herrschaft Horstmar in das fürstbischöfliche Amt Horstmar übergegangen.

### Neuzeit
Die Horstmarer Burg wurde bis ins 16. Jahrhundert ein Lieblingssitz der Bischöfe von Münster und seit dem 15. Jahrhundert zur Landesfestung gegen die Grafschaft Steinfurt ausgebaut. Der Stadt wurden Rechte und Freiheiten verliehen, auch das Hofgericht des Bistums hatte im 16. Jahrhundert zeitweise seinen Sitz in Horstmar.
Im Dreißigjährigen Krieg wurde die Burg 1635 auf Befehl des hessischen Leutnants Carl von Rabenhaupt zerstört. Das Amt Horstmar fiel im Zuge des Reichsdeputationshauptschlusses 1803 an eine Linie des Hauses Salm. Als Grafschaft Salm-Horstmar war das Gebiet bis zur Eingliederung in das Großherzogtum Berg 1806 ein eigenständiges Territorium. 1815 wurde das Gebiet als Standesherrschaft Teil Preußens. Im 19. und 20. Jahrhundert war Horstmar ein bedeutender Standort der Textilindustrie, deren Niedergang die Stadt schwer traf.
Zur Entwicklung des Postwesens in Horstmar, Leer, Leer-Ostendorf, Loreto und Haus Alst siehe Postgeschichte von Steinfurt.

### Eingemeindungen
Am 1. Oktober 1938 wurde die Gemeinde Kirchspiel Horstmar eingegliedert. Am 1. Juli 1969 kam Leer hinzu.

### Einwohnerentwicklung
| Datum              | Einwohner |
| ------------------ | --------- |
| 1. Dezember 1871   | 5311      |
| 13. September 1950 | 6203      |
| 6. Juni 1961       | 4950      |
| 30. Juni 1969      | 5967      |
| 7. November 2001   | 6400      |
| 10. November 2004  | 6271      |
| 30. November 2006  | 6287      |
| 31. Dezember 2012  | 6409      |
| 1. November 2020   | 6902      |
| 1. November 2022   | 7583      |

## Politik

### Stadtrat
- Grüne: 4
- SPD: 5
- CDU: 13

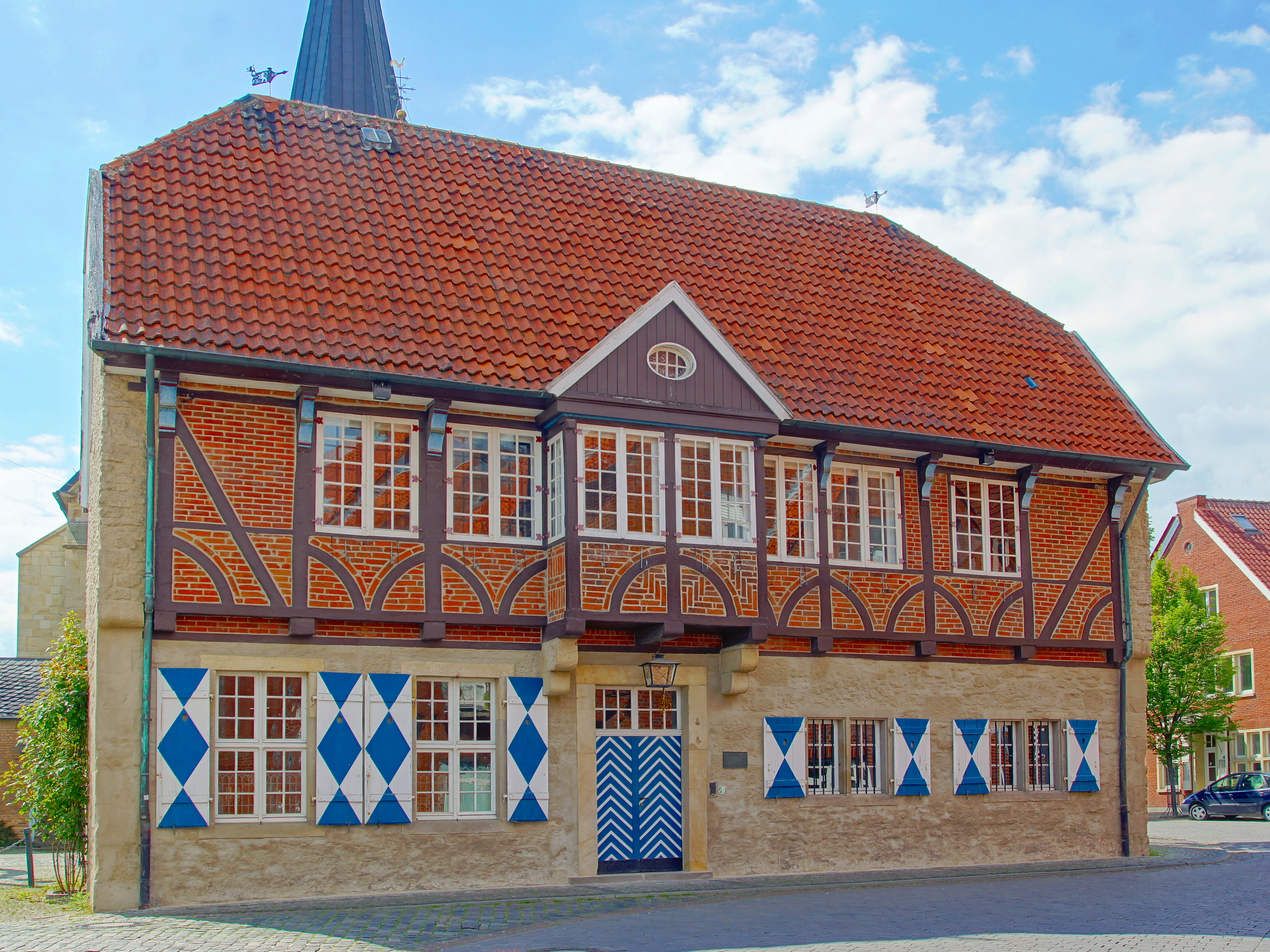
Altes Rathaus

Der Rat der Stadt Horstmar besteht aus 22 Ratsmitgliedern und dem Bürgermeister. Bei den Kommunalwahlen wurden seit 2009 folgende Sitzverteilungen im Rat ermittelt:
| Partei / Liste                 | Sitze 2020 | % 2020 | Sitze 2014 | % 2014 | Sitze 2009 | % 2009 |
| CDU                            | 13         | 57,9   | 12         | 54,7   | 13         | 54,9   |
| SPD                            | 5          | 23,5   | 5          | 24,0   | 4          | 19,5   |
| GRÜNE                          | 4          | 18,6   | 3          | 11,3   | 2          | 9,3    |
| Unabhängige Wählergemeinschaft | —          | —      | 2          | 10,0   | 2          | 10,5   |
| FDP                            | —          | —      | —          | —      | 1          | 5,9    |

### Bürgermeister
Als Bürgermeister von Horstmar wurde Robert Wenking (CDU) 2020 mit 85,36 % der Stimmen ohne Gegenkandidat im Amt bestätigt.

### Wappen
Blasonierung: „Auf einem von Silber zu Blau quadrierten Schildgrund ein aufgerichteter, goldbewehrter und goldgekrönter roter Löwe.“
Der seit dem 14. Jahrhundert in städtischen Siegeln verwendete Löwe ist dem Schild der Edelherren von Horstmar entnommen und seit dem 17. Jahrhundert Wappentier der Stadt Horstmar. Dem Siegel des Geschlechtes von Leer aus der heute in Horstmar aufgegangenen Gemeinde Leer entstammt der quadrierte Schild. Horstmar führt das Wappen seit 1939.

### Partnerschaft
Die Stadt Horstmar pflegte von 1991 bis 2018 eine Partnerschaft zur ehemaligen niederländischen Gemeinde Warnsveld, jetzt ein Ortsteil der Stadt Zutphen. Im Zuge von Sparmaßnahmen kündigte die Stadt Zutphen diese Kontakte.

## Kultur und Sehenswürdigkeiten

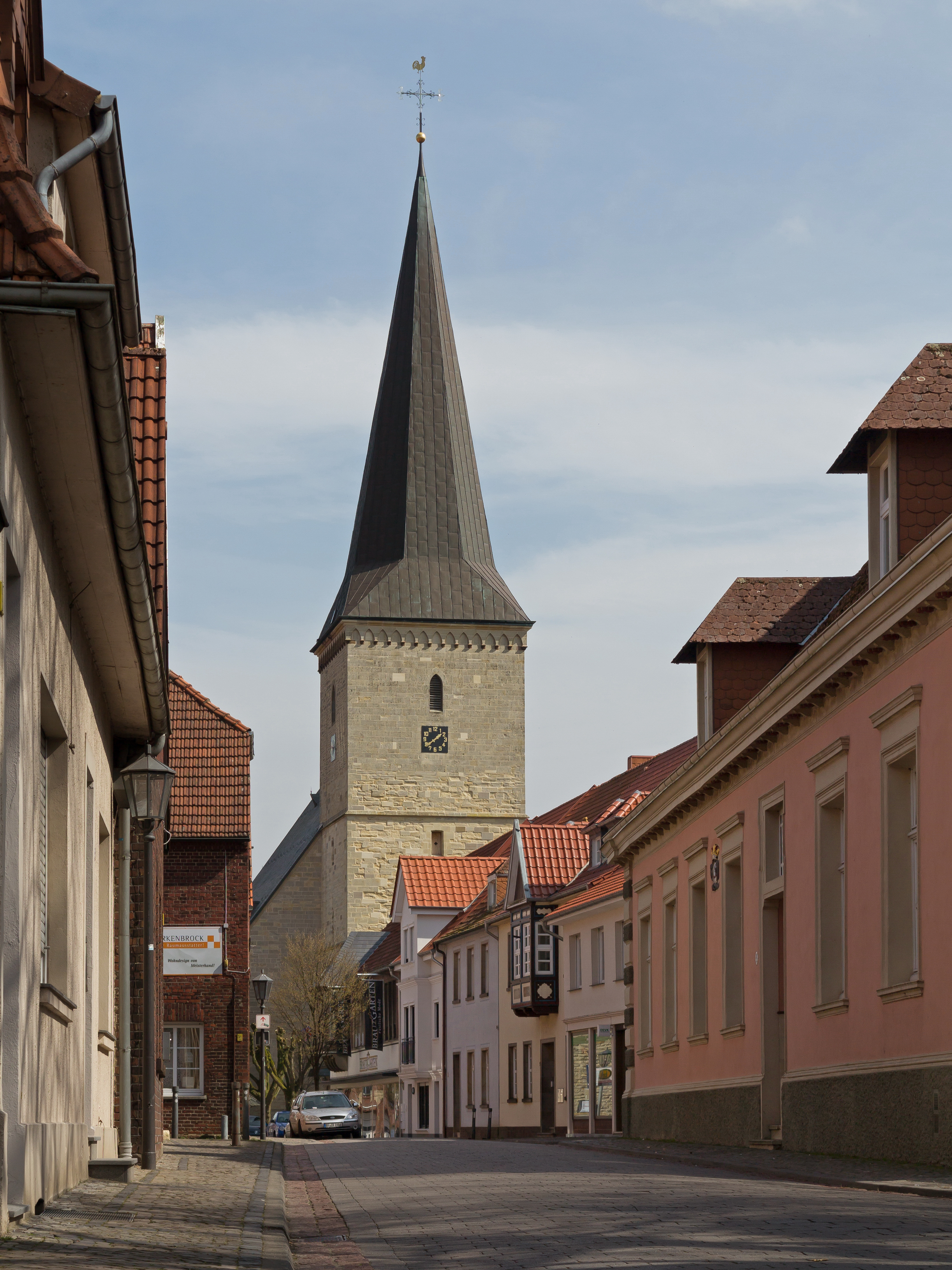
Sankt-Gertrudis-Kirche

Der historische Kern der Stadt ist fast quadratisch und war von acht Burgmannshöfen umgeben, von denen noch vier, Münsterhof, Merveldter Hof, Borchorster Hof (der ehemalige Garten des Borchorster Hofes ist seit 1983 der Bürgerpark Horstmar) und Sendenhof erhalten sind. Vom Valkenhof ist lediglich das Kellergeschoss erhalten. Die Gründung der Burgmannshöfe geht auf das 11. Jahrhundert zurück. Alle wurden mehrfach umgebaut, die ältesten stammen in ihrer heutigen Gestalt aus dem 16. Jahrhundert.
Zeugen des städtischen Selbstbewusstseins sind die St.-Gertrudis-Kirche (Anfang des 14. Jahrhunderts) und das Alte Rathaus von 1571, ein auf dem Untergeschoss aus Bruchsteinmauerwerk aufgesetzter, vorkragender Ziegelbau. Es dient nach dem Umzug der Stadtverwaltung 1963 und grundlegender Sanierung heute als Sitzungssaal und Trauzimmer.
Außerhalb der Stadt befindet sich das 1217 erstmals urkundlich genannte Haus Alst, ehemals Sitz der Familie Schorlemer-Alst. Sehenswert ist auch die denkmalgeschützte Kapelle St. Antonius Abt.

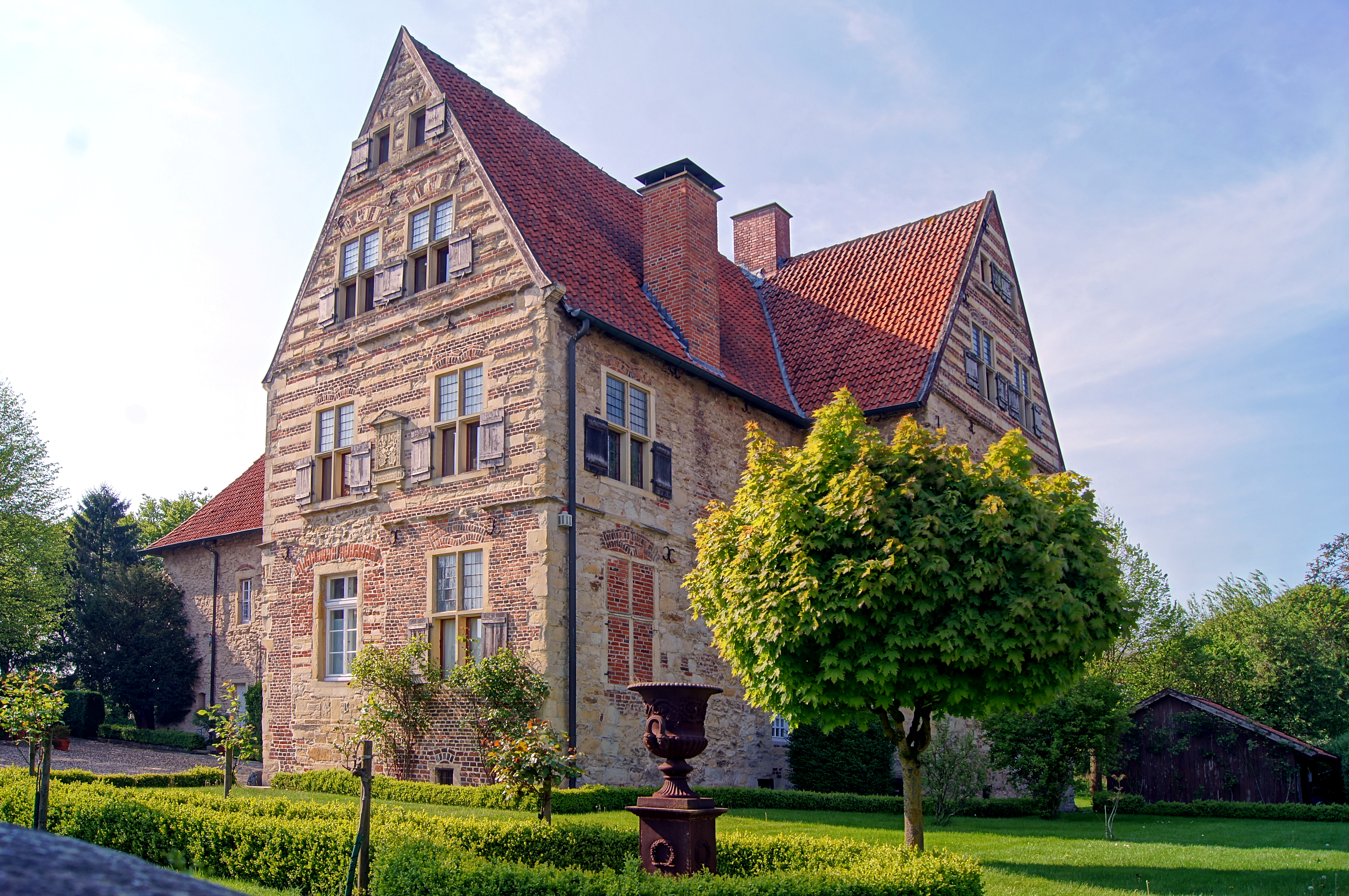
Merveldter Hof
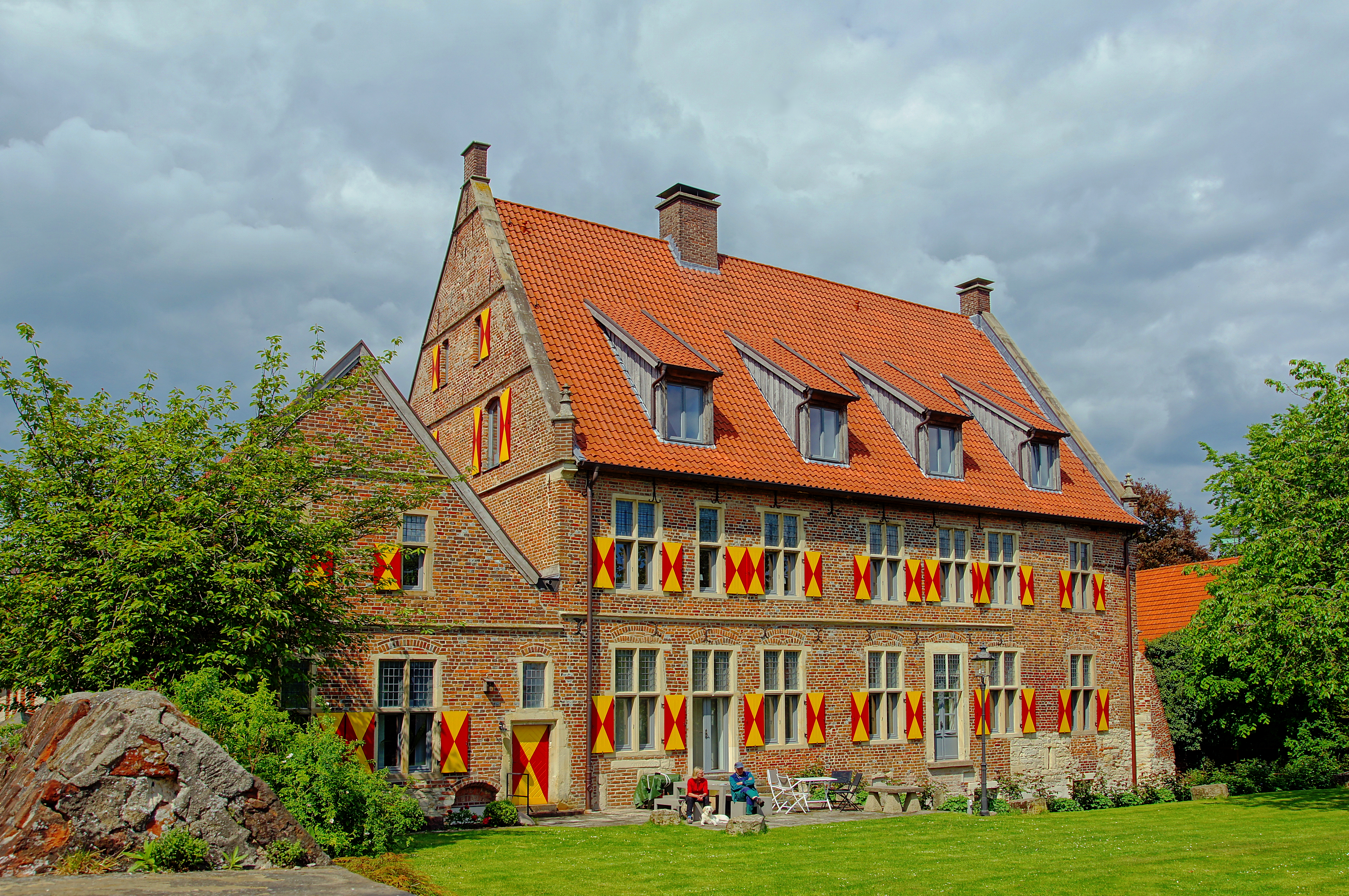
Münsterhof
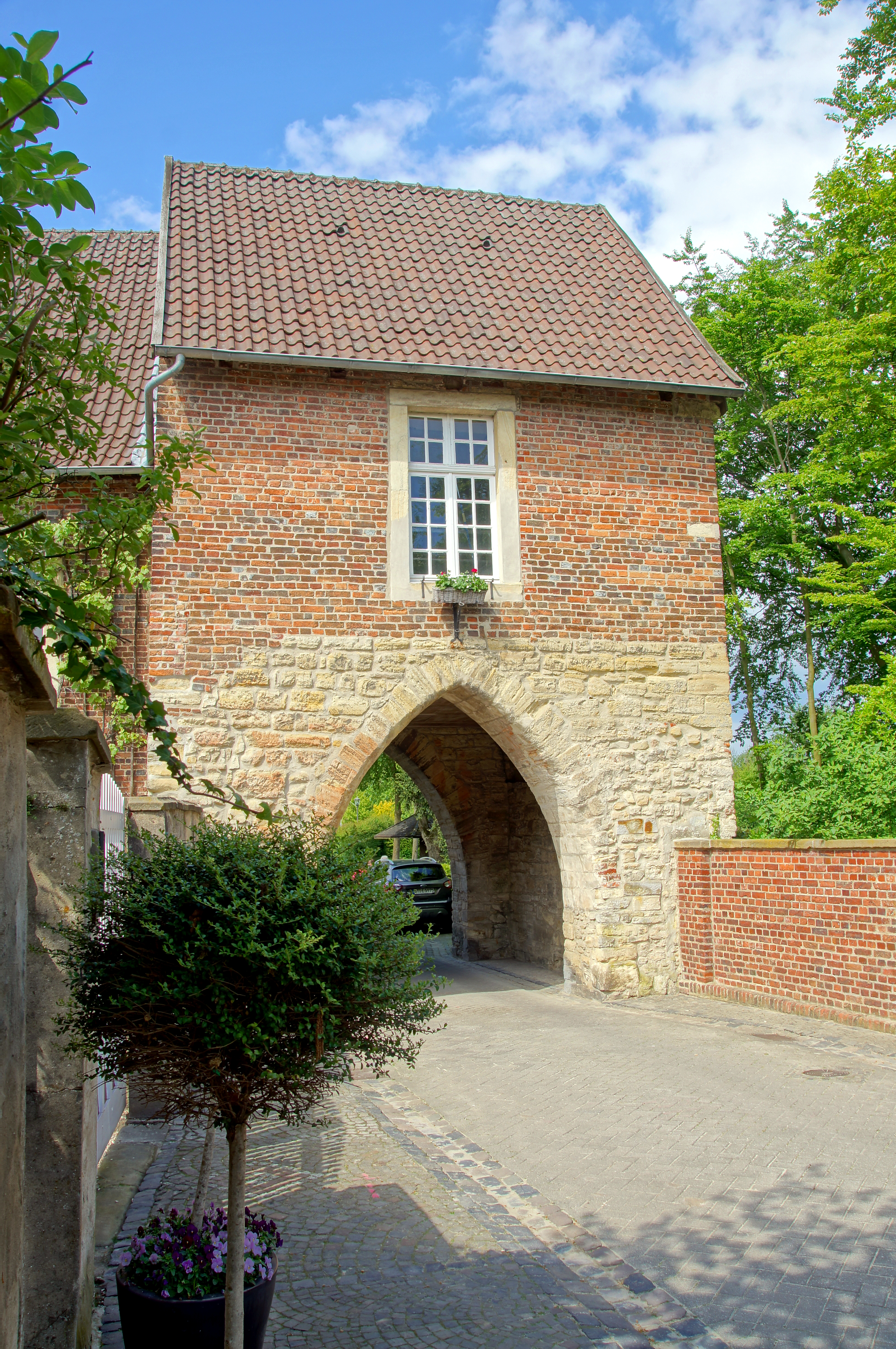
Schlosstor am Sendenhof
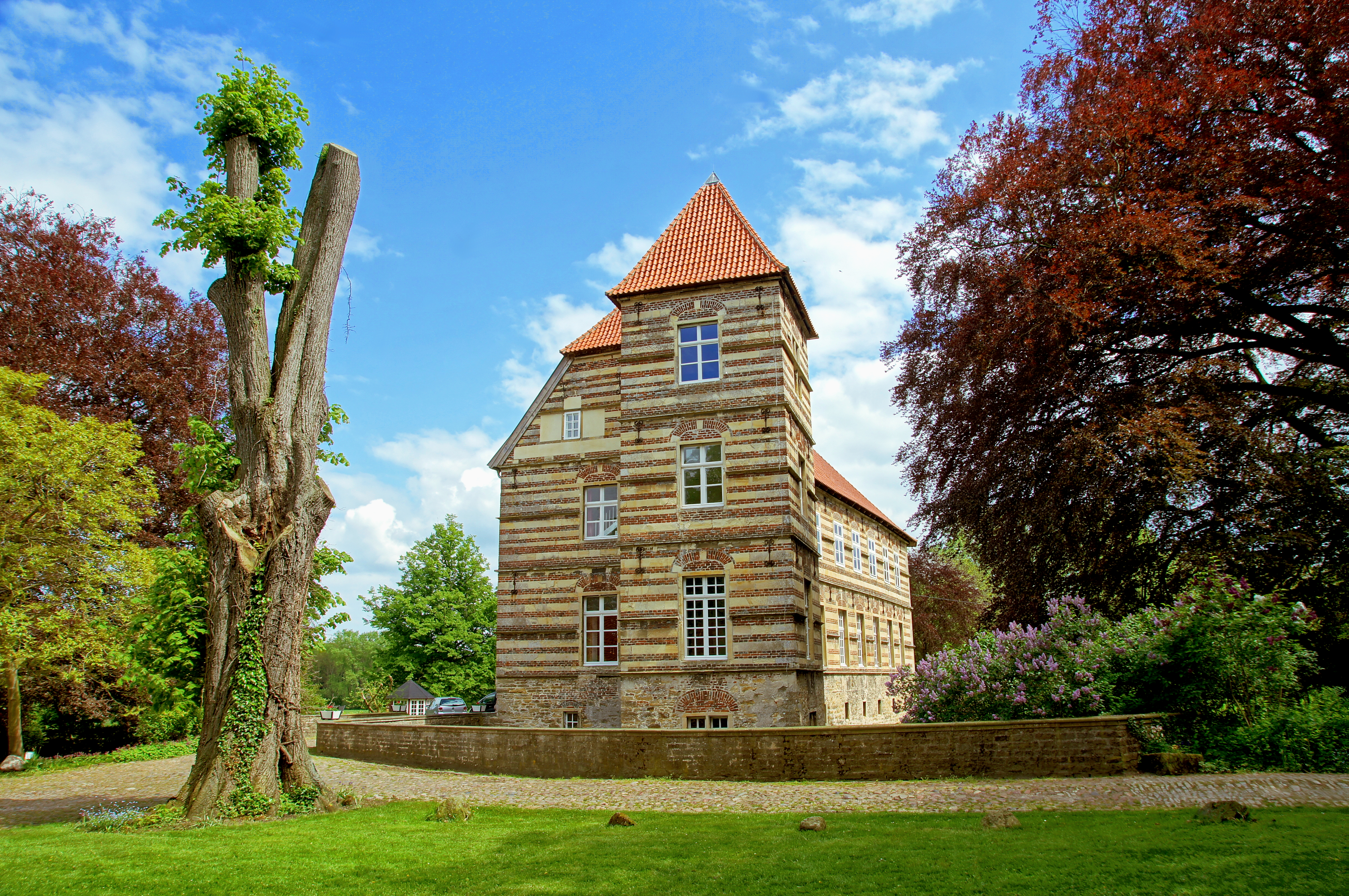
Haus Alst
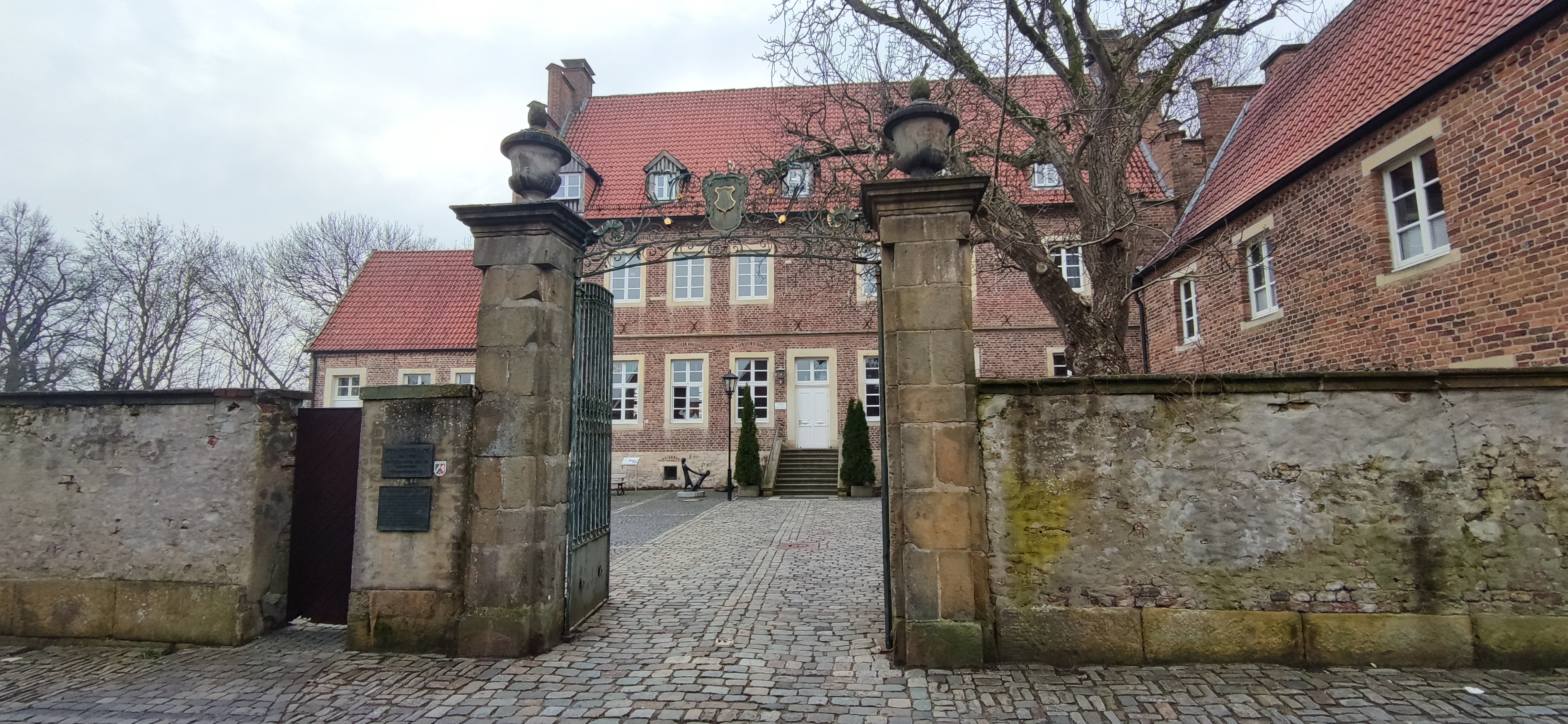
Borchorster Hof

## Wirtschaft und Infrastruktur
Der Strukturwandel in der Textilindustrie des Münsterlandes, der Horstmar als Sitz der damals größten Strumpffabrik Europas Schulte & Dieckhoff direkt betraf, blieb weitgehend ohne Folgen für seine Wirtschaft. Die ehemaligen Produktions- und Lagerhallen sind heute in der Hand diverser anderer Unternehmen. Etwa erwarb die Firma Schmitz-Cargobull AG das Verwaltungsgebäude und richtete dort ihre repräsentative Firmenzentrale ein.
Die Stadt verfügt über jeweils ein Gewerbegebiet in beiden Ortsteilen mit einer Gesamtfläche von etwa 27 ha.
In Horstmar sind u. a. folgende große, überregional bekannte Unternehmen ansässig:
- Coppenrath Verlag KG Distribution
- Reventa GmbH & Co. KG, Kunststoffverarbeitung
- Schmitz Cargobull
- mih Group / mih Fiber

### Verkehr
Horstmar ist über die Landesstraße L 579 an die Bundesstraße 54 zwischen Gronau an der niederländischen Grenze und Wiesbaden angeschlossen. Weiterhin sorgt sie für eine Anbindung an die A 31 zwischen Nordseeküste und Ruhrgebiet, sowie der A 1. Über die L 580 ist die Kreisstadt Steinfurt im Norden in weniger als 10 Minuten zu erreichen.
Der Flughafen Münster/Osnabrück im Osten liegt gut 35 km entfernt und kann binnen 40 Minuten mit dem PKW erreicht werden.
Horstmar ist an die Fahrradwege 100-Schlösser-Route und Radweg Historische Stadtkerne angeschlossen.
Horstmar ist über die Buslinien S70 (Münster – Vreden), S71 (Münster – Schöppingen) und R81 (Steinfurt – Coesfeld) an den öffentlichen Personennahverkehr angeschlossen. Die Linien verkehren tagsüber im Stundentakt, zu Berufsverkehrszeiten häufiger. Am Wochenende verkehrt der Nachtbus auf der Linie N6.
Horstmar lag an dem 1984 im Personenverkehr und 1993 im Güterverkehr stillgelegten Teilstück Rheine - Coesfeld der 1879 eröffneten Bahnstrecke Duisburg–Quakenbrück.

## Persönlichkeiten
- Bernhard der Gute (1170–1227), Edelherr und Kreuzritter
- Maximilian-Friedrich von Droste zu Hülshoff (1764–1840), Komponist, lebte und starb auf Haus Alst und ist begraben auf dem Friedhof in Leer
- Burghard Freiherr von Schorlemer-Alst (1825–1895), Politiker
- Friedrich von Schorlemer-Alst (1854–1934), preußischer Landrat
- Clemens Freiherr von Schorlemer-Lieser (1856–1922), Politiker
- Theo Koening (1926–2010), Ordensbruder und Missionar